# Atom Squad
Atom Squad (Englisch: Atom-Schwadron) ist eine US-amerikanische Science-Fiction-Fernsehserie, die 1953/54 nach dem Vorbild von Captain Video and His Video Rangers produziert und live gesendet wurde.

## Handlung
Die Atomic Squad ist eine streng geheime US-amerikanische Atompolizei, die verhindern soll, dass ausländische Mächte, vor allem die Sowjetunion, in den Besitz amerikanischer Atomenergietechnologie gelangen können. Sie operiert von einem geheimen Labor in New York City aus.
In der ersten Episode, The Man Who Stopped the Moon, versucht ein Größenwahnsinniger mit einer Neutronenkanone (Neutrino Gun), den Lauf des Mondes zu stoppen, um Diktator der Erde zu werden. In The Attack of the Pentagon versuchen sowjetische Agenten das Pentagon anzugreifen. In The Trouble at Fort Knox verseuchen sowjetische Agenten einen Goldtransport durch ionisierende Strahlung. In The Bomb That Wouldn´t Stand Still fahren wiederum sowjetische Agenten eine Atombombe in Lastkraftwagen durch die Hauptstadt Washington, D.C. In The Ship That Sailed to Nowhere wird ein Bündnis zwischen einem amerikanischen Überläufer und Russen aufgedeckt, die mit Hilfe eines Unterwassermagneten die amerikanische Schifffahrt zum Erliegen bringen wollen. In The Scheme to Flood America stoßen die Wissenschaftler auf den Versuch eines Ex-Nazis, das Wetter in den USA zu manipulieren. In Stranger From Outer Space werden die Mitglieder der Atom Squad mit Außerirdischen konfrontiert, ebenso in The Fugitives From Galaxy 29.

## Produktionsgeschichte
Die Serie ist deutlich an Captain Video angelehnt. Zeitgenössischer Hintergrund sind der Koreakrieg und die Festnahme der sowjetischen Spione Klaus Fuchs, Julius und Ethel Rosenberg und Alger Hiss.
Die Serie wurde von Montag bis Freitag täglich um 17.00h ausgestrahlt. Die Episoden bestanden in der Regel aus je fünf Sendungen, so dass pro Woche eine Episode gesendet wurde. Insgesamt sind 26 Episoden und 142 Sendungen nachgewiesen.

## Überlieferung
Soweit bekannt, ist keine einzige Sendung erhalten geblieben, da live gesendet wurde und entweder keine Kinescope-Kopien angefertigt wurden oder diese nicht überliefert sind.